# Beugin
Beugin est une commune française située dans le département du Pas-de-Calais en région Hauts-de-France. Ses habitants sont appelés les Beuginois. La commune est membre de la communauté d'agglomération de Béthune-Bruay, Artois-Lys Romane.

## Géographie

### Localisation
Localisée dans le sud-est du département du Pas-de-Calais, Beugin se situe à 7 km de Bruay-la-Buissière et à 16 km de Béthune (chef-lieu d'arrondissement),.
Le territoire de la commune est limitrophe de ceux de cinq communes.
Les communes limitrophes sont Divion, Ourton, Rebreuve-Ranchicourt, La Comté et Houdain.

### Géologie et relief
La superficie de la commune est de 5,79 km2 ; son altitude varie de 55  à   147 mètres.

### Hydrographie
Le territoire de la commune est situé dans le bassin Artois-Picardie.
La commune est traversée par la Lawe, cours d'eau naturel de 40,97 km, qui prend sa source dans la commune de Magnicourt-en-Comte et se jette dans la Lys au niveau de la commune de La Gorgue, et c'est au niveau de la commune que le Bajuelle, cours d'eau naturel, d'une longueur de 4,28 km, qui prend sa source dans la commune de Diéval, se jette dans la Lawe.
À Beugin, on peut également découvrir un lac (rue du Lac).
La carrière du lac a été exploitée à la fin du XIXe siècle et début du XXe siècle. À partir de la route, la partie aérienne a été traitée en premier à la recherche de grès (12 m environ), puis suivant les bancs de grès elle l'a été sur 15 m de profondeur. Le travail était très artisanal, avec pioches, fourches à cailloux, berlines sur rails étroits qui étaient ripées à la barre à mines pour se rapprocher de l'extraction. Une pompe située côté gauche de la carrière assurait l'assèchement. Les bobines étaient remontées sur un plan incliné côté est vers la rivière et vers le concasseur.
Un matin les ouvriers ont trouvé la carrière entièrement remplie d'eau. Tout le matériel, pompes, berlines, rails et cabane à outils avaient été engloutis. Le lac s'était formé en une seule nuit de l'hiver 1890-1891, l'exploitation ayant commencé en 1880.
Une légende raconte que deux jeunes fiancés dont les parents refusèrent mutuellement leur mariage, s'y seraient volontairement noyés.
Aujourd'hui, ce lac est un lieu de loisirs consacré à la pêche au blanc.

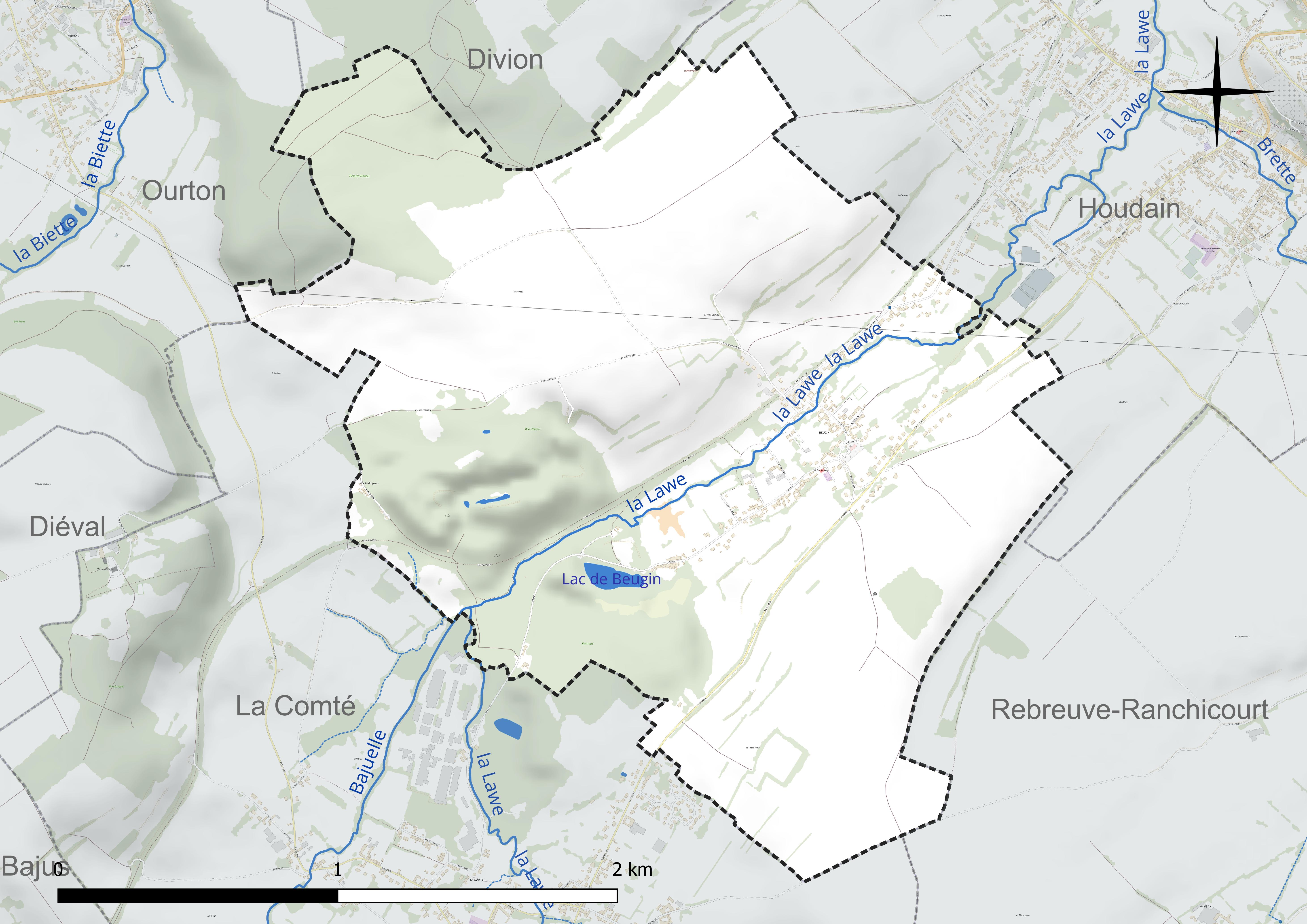
Réseau hydrographique de Beugin.

### Climat
Pour des articles plus généraux, voir Climat des Hauts-de-France et Climat du Pas-de-Calais.
En 2010, le climat de la commune est de type climat des marges montargnardes, selon une étude du CNRS s'appuyant sur une série de données couvrant la période 1971-2000. En 2020, Météo-France publie une typologie des climats de la France métropolitaine dans laquelle la commune est exposée à un climat océanique et est dans la région climatique Côtes de la Manche orientale, caractérisée par un faible ensoleillement (1 550 h/an) ; forte humidité de l’air (plus de 20 h/jour avec humidité relative > 80 % en hiver), vents forts fréquents.
Pour la période 1971-2000, la température annuelle moyenne est de 9,9 °C, avec une amplitude thermique annuelle de 13,7 °C. Le cumul annuel moyen de précipitations est de 922 mm, avec 13,2 jours de précipitations en janvier et 8,9 jours en juillet. Pour la période 1991-2020, la température moyenne annuelle observée sur la station météorologique la plus proche, située sur la commune de Lillers à 14 km à vol d'oiseau, est de 11,1 °C et le cumul annuel moyen de précipitations est de 731,5 mm,. Pour l'avenir, les paramètres climatiques de la commune estimés pour 2050 selon différents scénarios d'émission de gaz à effet de serre sont consultables sur un site dédié publié par Météo-France en novembre 2022.

### Milieux naturels et biodiversité

#### Zones naturelles d'intérêt écologique, faunistique et floristique
L’inventaire des zones naturelles d'intérêt écologique, faunistique et floristique (ZNIEFF) a pour objectif de réaliser une couverture des zones les plus intéressantes sur le plan écologique, essentiellement dans la perspective d’améliorer la connaissance du patrimoine naturel national et de fournir aux différents décideurs un outil d’aide à la prise en compte de l’environnement dans l’aménagement du territoire.
Le territoire communal comprend deux ZNIEFF de type 1 :
- les bois Louis et bois d’Epenin à Beugin. Ce site est particulier et original par son relief très accentué et sa géologie très original, unique en son genre (un des rares secteurs de l’Artois où affleurent des couches du Dévonien constituées de grès de Matringhem intercalés de schistes), qui contribuent à l’existence d’un grand nombre d’habitats susceptibles d’accueillir une grande diversité de végétations[14] ;
- les coteaux et bois d'Ourton, d’une superficie de 185 hectares et d'une altitude variant de 89  à   161 mètres. Ce site, marqué par l’agriculture intensive, l’urbanisation et l’exploitation minière, s’intègre dans les collines de l'Artois comme le coteau et la forêt domaniale d’Olhain et les pelouses et le bois de La Comté[15].

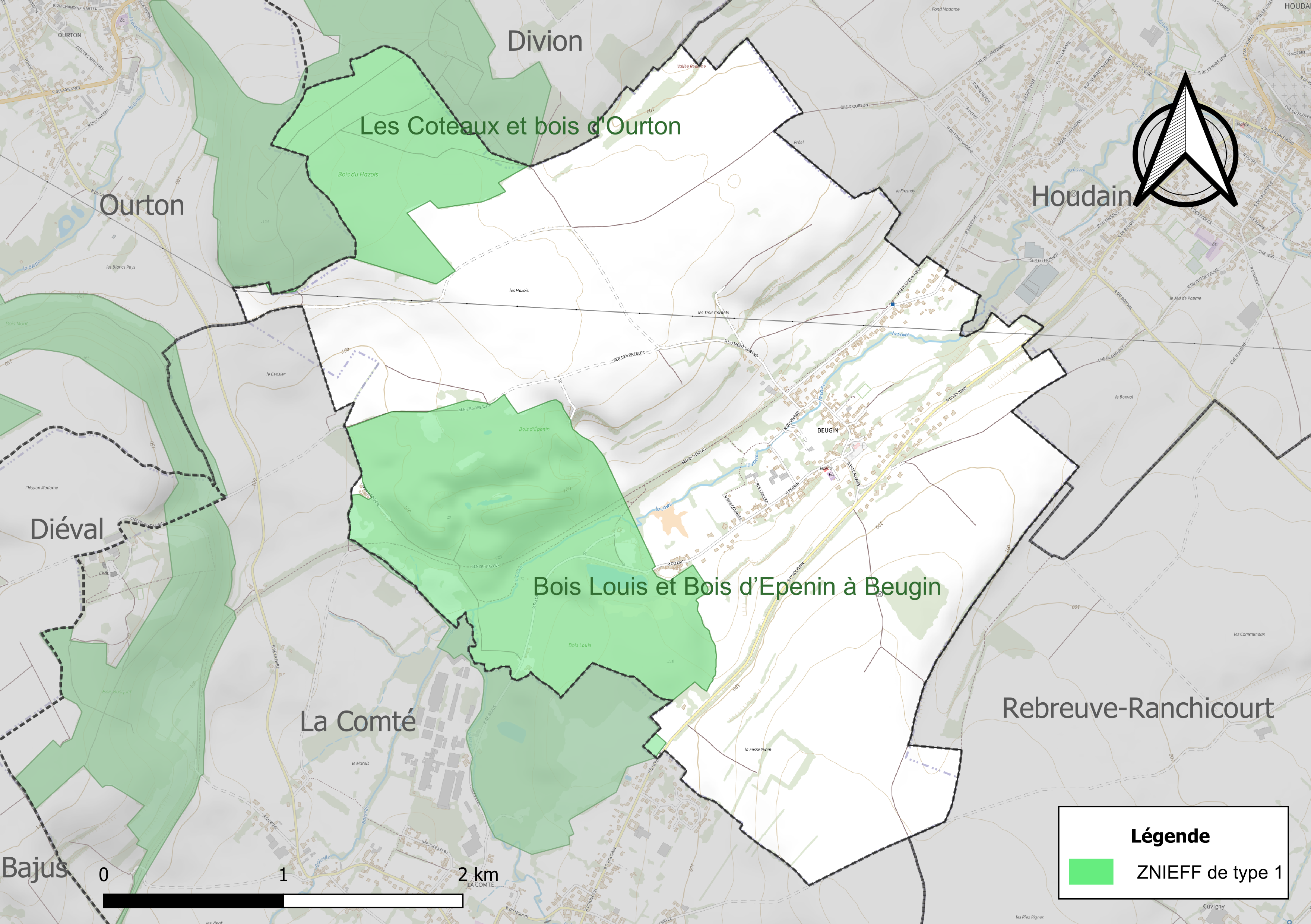
Carte de la ZNIEFF sur la commune.

## Urbanisme

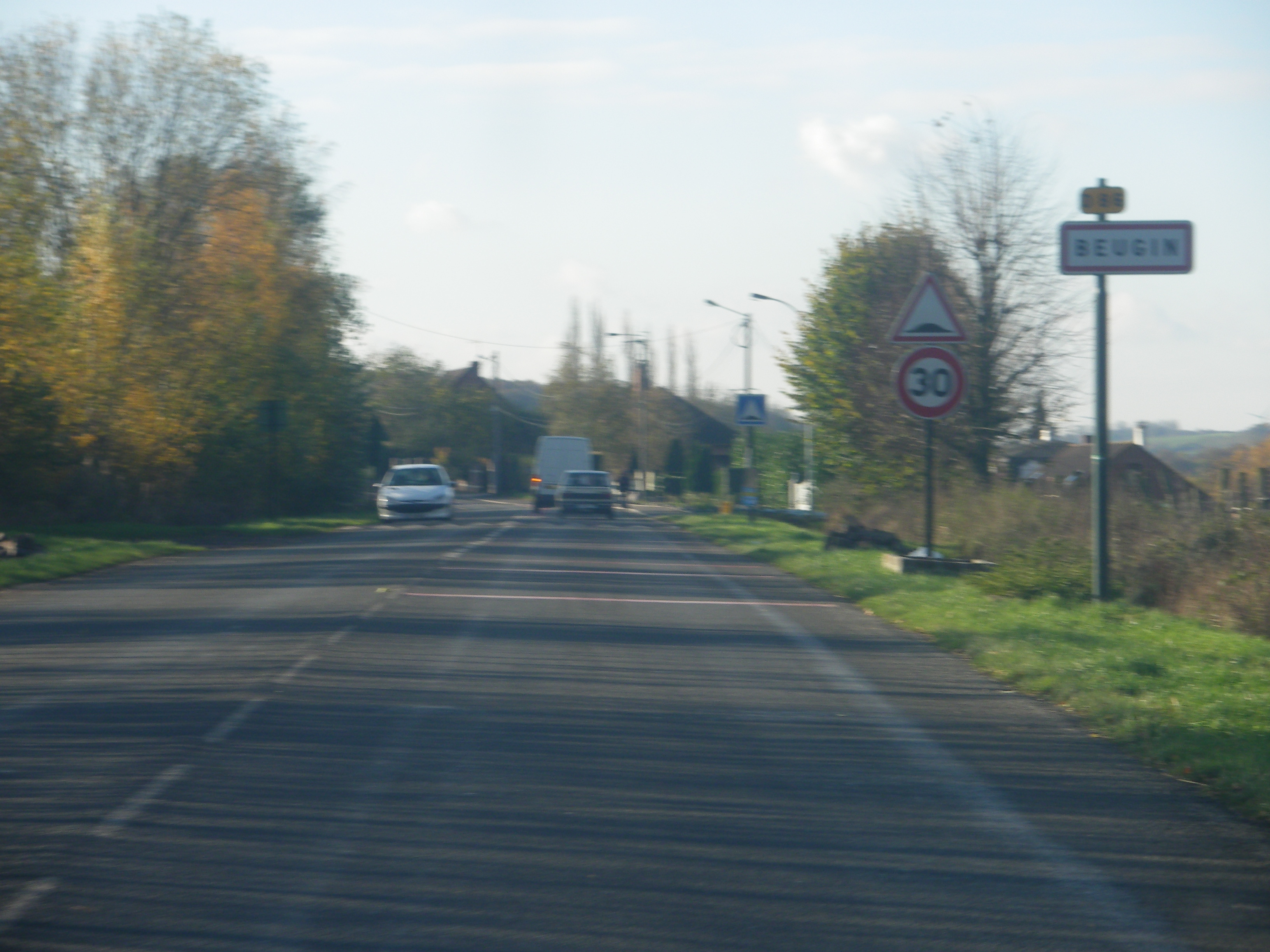
Une entrée de la commune.

### Typologie
Au 1er janvier 2024, Beugin est catégorisée commune rurale à habitat dispersé, selon la nouvelle grille communale de densité à sept niveaux définie par l'Insee en 2022.
Elle appartient à l'unité urbaine de Béthune, une agglomération inter-départementale regroupant 94  communes, dont elle est une commune de la banlieue,,. La commune est en outre hors attraction des villes,.

### Occupation des sols
L'occupation des sols de la commune, telle qu'elle ressort de la base de données européenne d’occupation biophysique des sols Corine Land Cover (CLC), est marquée par l'importance des territoires agricoles (69,6 % en 2018), une proportion identique à celle de 1990 (69,6 %). La répartition détaillée en 2018 est la suivante : 
terres arables (63,3 %), forêts (24,8 %), prairies (6,3 %), zones urbanisées (5,6 %). L'évolution de l’occupation des sols de la commune et de ses infrastructures peut être observée sur les différentes représentations cartographiques du territoire : la carte de Cassini (XVIIIe siècle), la carte d'état-major (1820-1866) et les cartes ou photos aériennes de l'IGN pour la période actuelle (1950 à aujourd'hui).

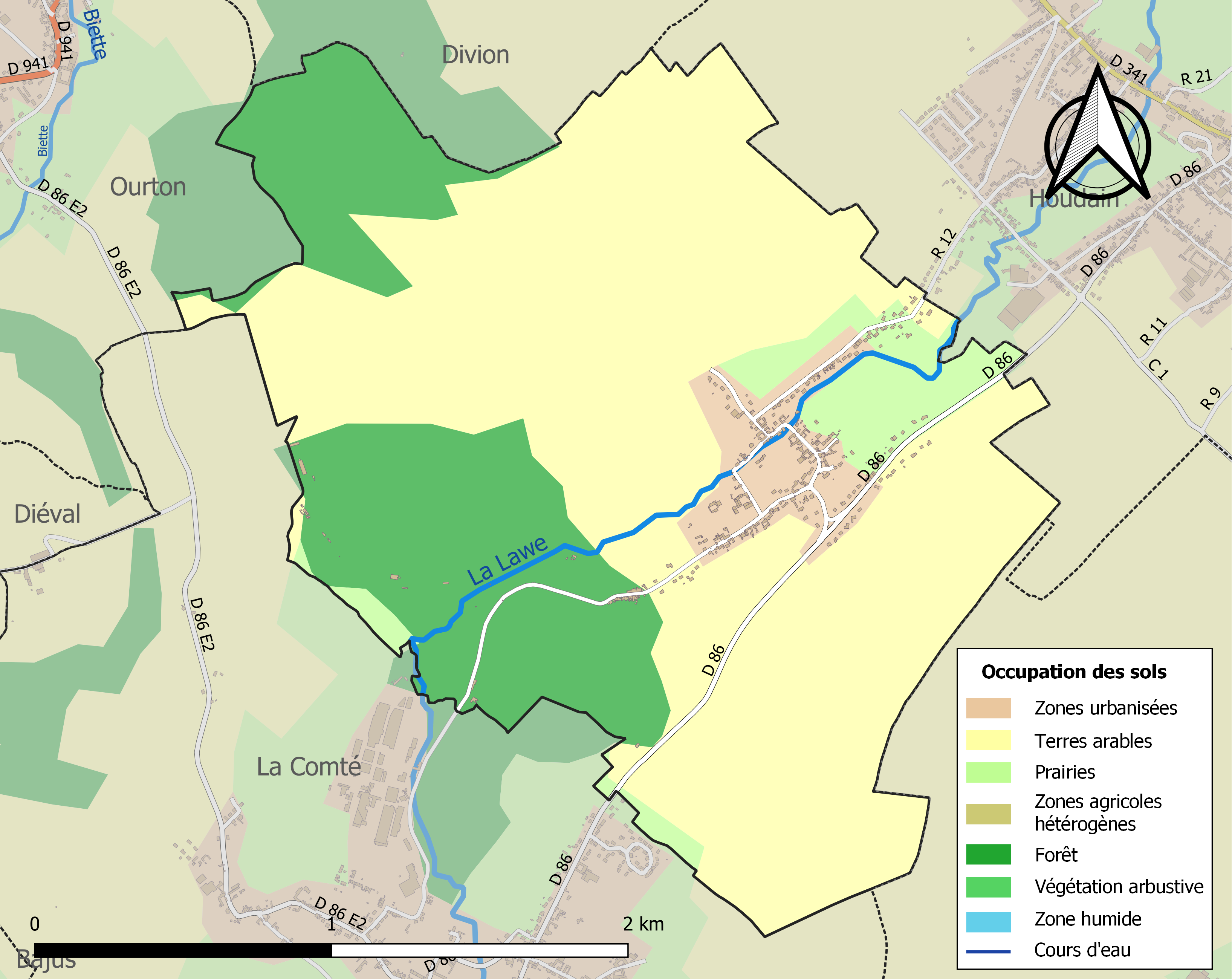
Carte des infrastructures et de l'occupation des sols de la commune en 2018 (CLC).

### Voies de communication et transports

#### Voies de communication
La commune est desservie par les routes départementales D 86 et est située à 4 km de la D 301, prolongement ouest de la rocade minière,.

#### Transport ferroviaire
La commune se trouve à 16 km de la gare de Béthune, située sur les lignes d'Arras à Dunkerque-Locale et de Fives à Abbeville, desservie par des TGV inOui et des trains régionaux du réseau TER Hauts-de-France.
La commune était située sur la ligne de Bully - Grenay à Brias, une ancienne ligne de chemin de fer qui reliait, de 1875 à 1990, Bully-les-Mines à Brias.

## Toponymie
Le nom de la localité est attesté sous les formes Belgicus (XIe siècle), Belgin et Bungin au XIIe siècle (vers 1132), Beulgin (1217), Beugin (1242), Beugi (1260), Beugy (1298), Beghin (1301), Beughin (1348), Bœughin (1640), Bengin (1793) et Beugin depuis 1801.
Origine du nom : du nom gallo-romain Belga (sobriquet le « belge »).
Belgin en flamand.

## Histoire
Avant la Révolution française, Beugin a donné son nom à une famille noble : le 21 juillet 1601, est rendue une sentence de noblesse pour Robert de Beugin, licencié-es-lois, seigneur de Ponches et de Cantherine ou Canteraine.
Les armes des membres de la famille noble de Beugin comme Robert de Beugin en 1601 sont : « D'azur au chevron d'or accompagné de 3 croissants chargés chacun d'un trèfle d'or, au chef d'or chargé de trois croisettes de gueules; timbré d'un heaume avec un lion naissant et pour support deux lions ».
Avant 1789, Beugin est le siège d'une seigneurie. Au début du XVIIIe siècle, Alexandre Zouche , écuyer, est seigneur de Beugin, la Lande, la Beuvrière (Labeuvrière?). Fils d'Alexandre-Pierre, seigneur de la Lande (bailliage d'Argenton-en-Berry (Argenton-sur-Creuse), confirmé dans sa noblesse par lettres données à Versailles en septembre 1700, à la riche carrière militaire, capitaine au régiment de Navarre, gouverneur de la citadelle de Metz, chevalier de Saint-Louis, mort au siège de Lille en 1708 des suites d'une blessure, enterré au couvent des Frères mineurs capucins de Lille et de Charlotte-Amée-Marie de Balestrier, né en 1683 à Aire-sur-La Lys, lieutenant-colonel au régiment de Conti, chevalier de Saint-Louis, commandant pour le roi au gouvernement d'Arras, convoqué aux assemblées des nobles de Flandre par ordonnance du 14 janvier 1717, il obtient en 1718 un brevet lui accordant le titre de chevalier . Il épouse à Lille le 25 octobre 1716 Marie-Thérèse-Joseph Deschamps, fille de Jacques-Ignace, seigneur de Hautpont (sur Saint-Omer?) et de Marie-Joseph-Thérèse Hendrik. L'épouse née vers 1698 est morte à Lille le 12 juin 1766, a été inhumée dans l'église Saint-André de Lille.
Alexandre-Louis-Joseph II Zouche (1717-1748), chevalier, est seigneur de Beugin, la Lande, la Beuvrière. Fils d'Alexandre, il est baptisé à Lille le 3 janvier 1717, devient capitaine au régiment de la Marine  chevalier de Saint-louis, convoqué aux assemblées de la noblesse de Falndre par ordonnance du 2 décembre 1747, et meurt célibataire à Lille le 6 mai 1748.
Alexandre-Emmanuel-Joseph Zouche (1721-1799), fils d'Alexandre, frère d'Alexandre-Louis-Joseph, est seigneur de la Lande, de Beugin après son frère.Baptisé à Lille le 22 septembre 1721, il devient capitaine au régiment de Bourbonnais, est convoqué aux assemblées des nobles de Flandre par ordonnance du 16 janvier 1752, et meurt célibataire aux Invalides à Paris en 1799 (Hôtel des Invalides où sont accueillis et entretenus les soldats invalides).
Pendant la Première Guerre mondiale, la commune est située à l'arrière du front de l'Artois. Elle accueille à différents moments, comme en octobre 1915, des troupes venant du front mises au repos, et/ou des troupes s'apprêtant à monter au front.

## Politique et administration

### Découpage territorial
La commune se trouve dans l'arrondissement de Béthune du département du Pas-de-Calais depuis 1801.

#### Commune et intercommunalités
La commune est membre de la communauté d'agglomération de Béthune-Bruay, Artois-Lys Romane qui regroupe 100 communes et totalise 275 327 habitants en 2021.

#### Circonscriptions administratives
La commune était rattachée au canton de Houdain depuis 1801 et, à la suite du redécoupage cantonal de 2014, elle est rattachée au canton de Bruay-la-Buissière.

#### Circonscriptions électorales
Pour l'élection des députés, la commune fait partie de la dixième circonscription du Pas-de-Calais.

### Élections municipales et communautaires

#### Liste des maires
| Période                                  | Période                      | Identité         | Étiquette | Qualité                                                        |
| ---------------------------------------- | ---------------------------- | ---------------- | --------- | -------------------------------------------------------------- |
| Les données manquantes sont à compléter. |                              |                  |           |                                                                |
| 1884                                     |                              | Henri Richebez   |           |                                                                |
| Les données manquantes sont à compléter. |                              |                  |           |                                                                |
| mars 2001                                | mars 2008                    | Georges Dufay    |           |                                                                |
| mars 2008                                | mars 2011                    | Irène Lignier    |           | Démissionnaire                                                 |
| juin 2011                                | 2014                         | Richard Zawadski |           |                                                                |
| 2014,                                    | En cours (au 1 février 2022) | Odile Leclercq   |           | Directrice d’école en retraite Réélu pour le mandat 2020-2026, |

## Équipements et services publics

### Justice, sécurité, secours et défense
La commune dépend du tribunal judiciaire de Béthune, du conseil de prud'hommes de Béthune, de la cour d'appel de Douai, du tribunal de commerce d'Arras, du tribunal administratif de Lille, de la cour administrative d'appel de Douai et du tribunal pour enfants de Béthune.

## Population et société

### Démographie
Les habitants de la commune sont appelés les Beuginois.

#### Évolution démographique
L'évolution du nombre d'habitants est connue à travers les recensements de la population effectués dans la commune depuis 1793. Pour les communes de moins de 10 000 habitants, une enquête de recensement portant sur toute la population est réalisée tous les cinq ans, les populations de référence des années intermédiaires étant quant à elles estimées par interpolation ou extrapolation. Pour la commune, le premier recensement exhaustif entrant dans le cadre du nouveau dispositif a été réalisé en 2004.

En 2022, la commune comptait 465 habitants, en évolution de −1,69 % par rapport à 2016 (Pas-de-Calais : −0,72 %, France hors Mayotte : +2,11 %).
| 1793 | 1800 | 1806 | 1821 | 1831 | 1836 | 1841 | 1846 | 1851 |
| ---- | ---- | ---- | ---- | ---- | ---- | ---- | ---- | ---- |
| 173  | 149  | 162  | 191  | 175  | 180  | 186  | 217  | 230  |

| 1856 | 1861 | 1866 | 1872 | 1876 | 1881 | 1886 | 1891 | 1896 |
| ---- | ---- | ---- | ---- | ---- | ---- | ---- | ---- | ---- |
| 209  | 207  | 205  | 205  | 208  | 218  | 202  | 219  | 357  |

| 1901 | 1906 | 1911 | 1921 | 1926 | 1931 | 1936 | 1946 | 1954 |
| ---- | ---- | ---- | ---- | ---- | ---- | ---- | ---- | ---- |
| 396  | 407  | 419  | 492  | 429  | 408  | 380  | 402  | 383  |

| 1962 | 1968 | 1975 | 1982 | 1990 | 1999 | 2004 | 2006 | 2009 |
| ---- | ---- | ---- | ---- | ---- | ---- | ---- | ---- | ---- |
| 421  | 403  | 376  | 416  | 407  | 413  | 434  | 441  | 448  |

| 2014 | 2019 | 2022 | - | - | - | - | - | - |
| ---- | ---- | ---- | - | - | - | - | - | - |
| 464  | 467  | 465  | - | - | - | - | - | - |

#### Pyramide des âges
En 2018, le taux de personnes d'un âge inférieur à 30 ans s'élève à 32,1 %, soit en dessous de la moyenne départementale (36,7 %). À l'inverse, le taux de personnes d'âge supérieur à 60 ans est de 26,8 % la même année, alors qu'il est de 24,9 % au niveau départemental.
En 2018, la commune comptait 239 hommes pour 230 femmes, soit un taux de 50,96 % d'hommes, largement supérieur au taux départemental (48,5 %).
Les pyramides des âges de la commune et du département s'établissent comme suit.
| Hommes | Classe d’âge | Femmes |
| ------ | ------------ | ------ |
| 0,4    | 90 ou +      | 0,9    |
| 5,9    | 75-89 ans    | 6,6    |
| 16,4   | 60-74 ans    | 23,6   |
| 21,8   | 45-59 ans    | 21,4   |
| 20,6   | 30-44 ans    | 18,3   |
| 14,7   | 15-29 ans    | 12,7   |
| 20,2   | 0-14 ans     | 16,6   |

| Hommes | Classe d’âge | Femmes |
| ------ | ------------ | ------ |
| 0,5    | 90 ou +      | 1,6    |
| 5,6    | 75-89 ans    | 8,9    |
| 16,7   | 60-74 ans    | 18,1   |
| 20,2   | 45-59 ans    | 19,2   |
| 18,9   | 30-44 ans    | 18,1   |
| 18,2   | 15-29 ans    | 16,2   |
| 19,9   | 0-14 ans     | 17,9   |

### Sports et loisirs

#### Loisirs
Le village se situe dans la vallée de la Lawe et les collines, dont le mont Comté haut de 189 mètres, bordant le cours d'eau, permettent la pratique du parapente où des baptêmes sont possibles.
Une boucle de petite randonnée (balisage jaune) de neuf kilomètres, d'une durée de deux heures, est située, en partie sur la commune et sur la commune de Beugin. Le départ se situe dans la commune de La Comté, rue du Moulin, sur le parking de la salle des Six-Fontaines, au terrain de football. cette randonnée permet de découvrir la Lawe, l’espace naturel sensible des bois Louis et d’Épenin, une centaine d’hectares qui ont poussé sur les anciennes carrières de grès, le lac de Beugin et le plan d’eau artificiel apparu entre 1880 et 1891 à l’emplacement d’une carrière de grès.

## Culture locale et patrimoine

### Lieux et monuments
- L'église Saint-Rémi. Reconstruite en 1870.
- Le monument aux morts[46].
- Les stalles en bois de style Renaissance XVIIe siècle.
- La cloche en bronze 1752.
- L'érable champêtre « L'Arbre Rond ou L'Arbre Crépin » le long de la rue de Mont-Durand[47]. Il est détruit durant un orage dans la soirée du 14 octobre 2019.

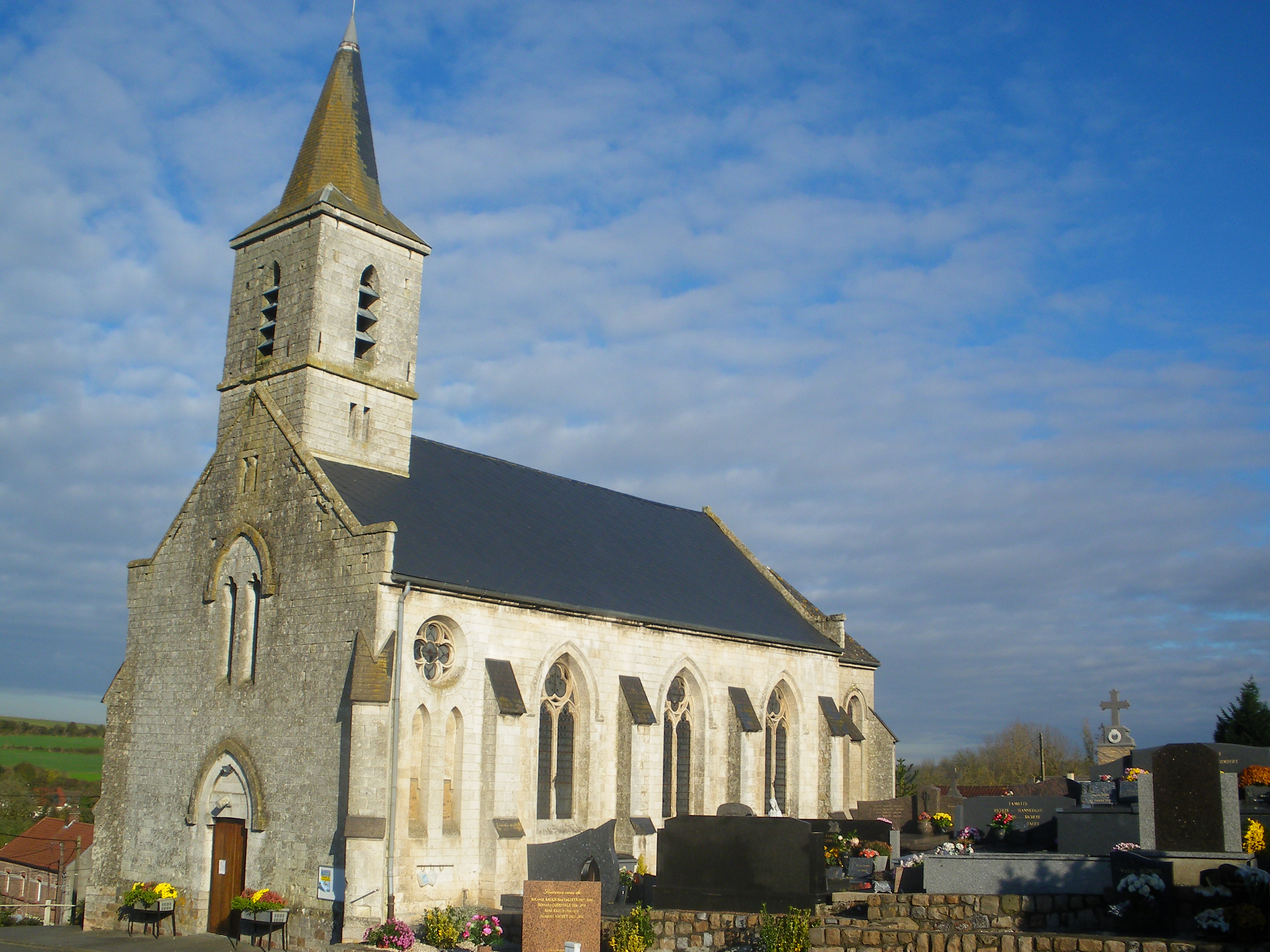
L'église.
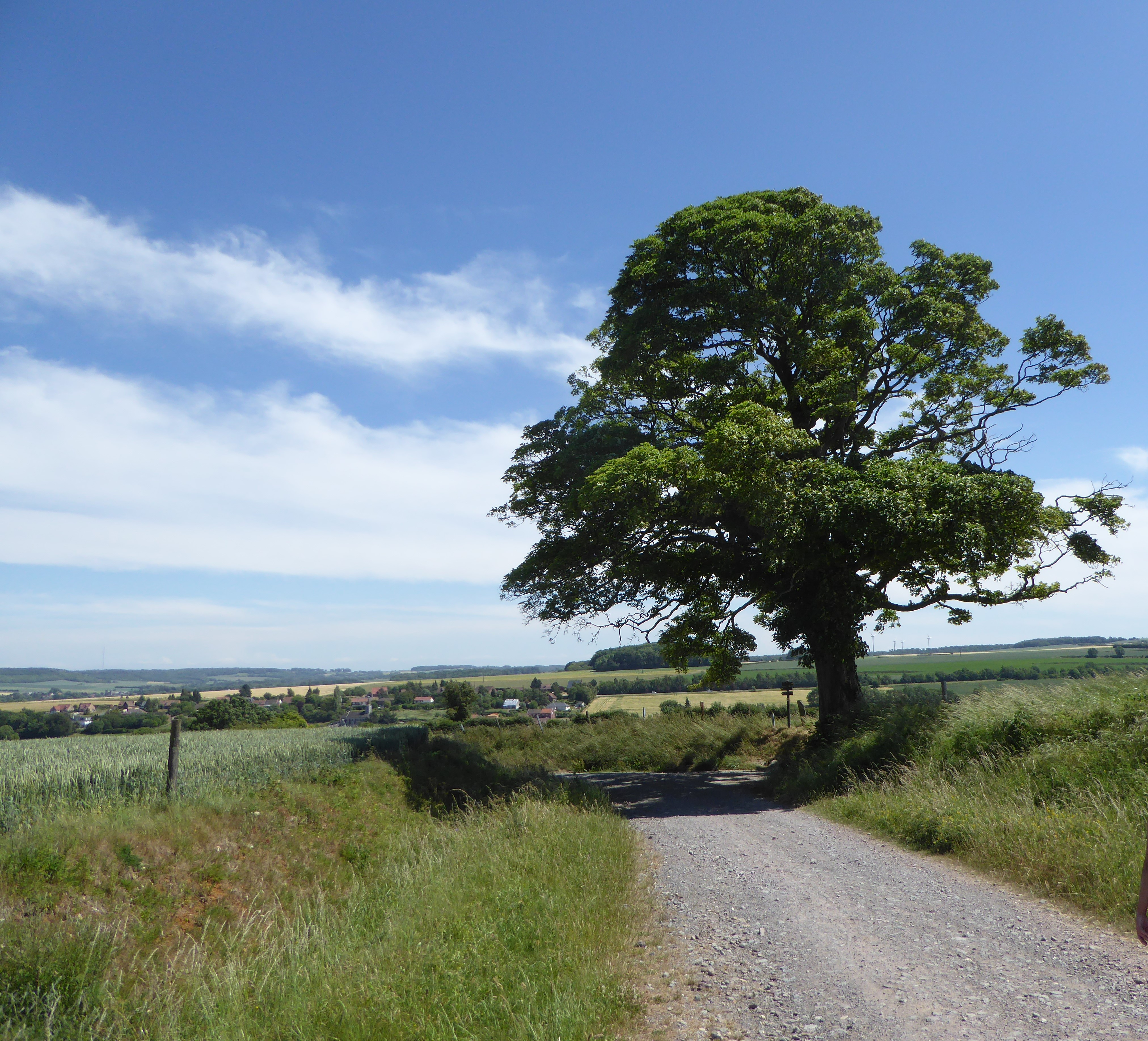
L'Arbre Rond, érable champêtre.

### Héraldique
| Blason de Beugin | Blason  | De sable au sautoir d'argent chargé en cœur d'une macle de sinople. |
| Blason de Beugin | Détails | Le statut officiel du blason reste à déterminer.                    |

## Pour approfondir

#### Bases de données, dictionnaires et encyclopédies
- Ressources relatives à la géographie :   - Insee (communes)
  - Ldh/EHESS/Cassini
- Ressource relative à plusieurs domaines :   - Annuaire du service public français
- Notices d'autorité :   - BnF (données)